# Bauernhaus und ehemalige Brauerei (Kalbensteinberg)

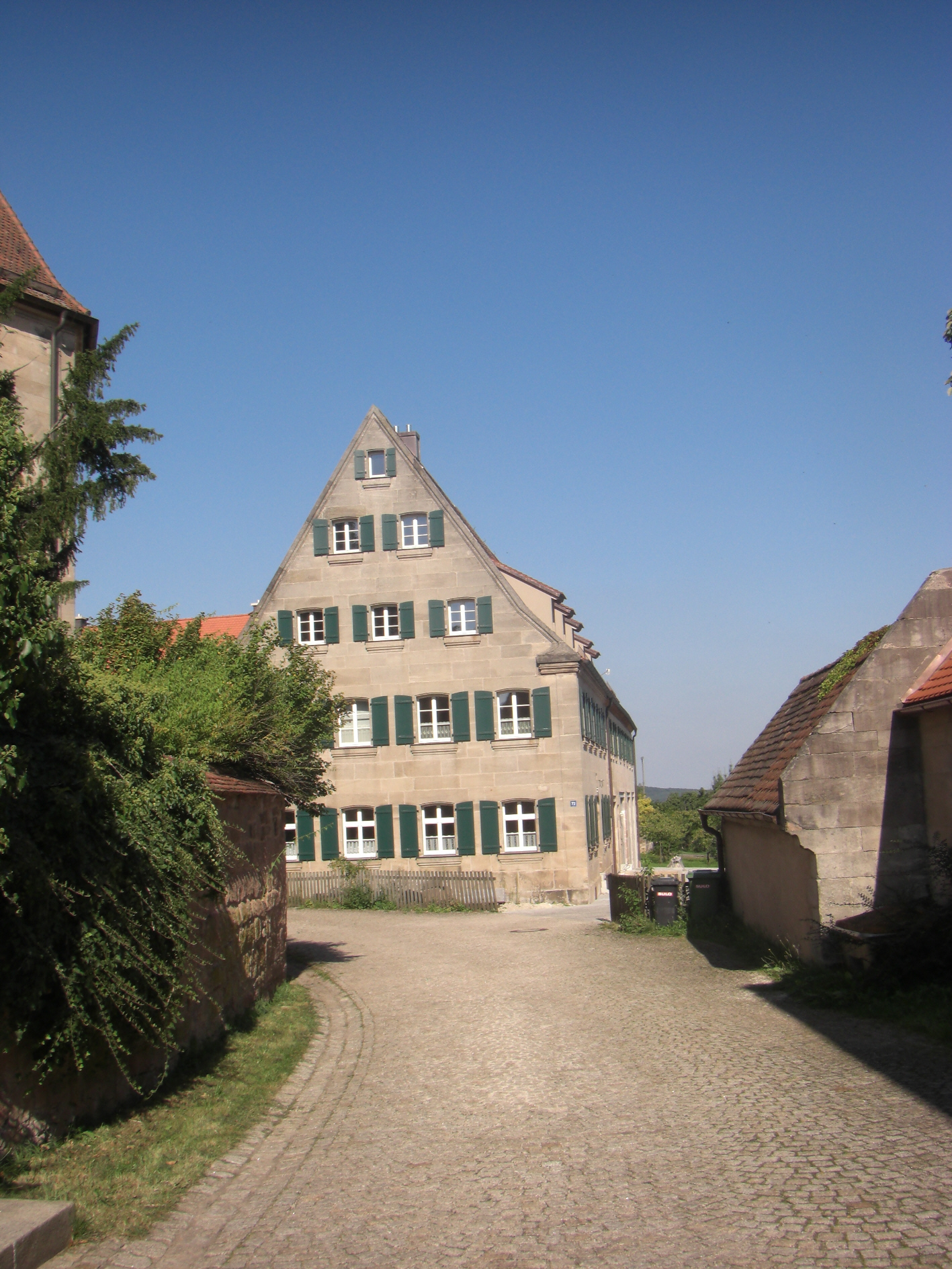
Bauernhaus und ehemalige Brauerei in Kalbensteinberg (2008)

Das Bauernhaus und ehemalige Brauerei  in Kalbensteinberg, einem Gemeindeteil des Marktes Absberg im mittelfränkischen Landkreis Weißenburg-Gunzenhausen in Bayern, wurde 1879 errichtet. Das Bauernhaus und ehemalige Brauerei  (Haus Nummer 72) steht auf der Liste der geschützten Baudenkmäler in Bayern.
Der zweigeschossige Satteldachbau mit Sandsteinquadermauerwerk besitzt eine aufwendig gestaltete Fassade. Am Dach über dem Stall- und Scheunenbereich sind noch die Trockenluken der Hopfenböden zu sehen.